# Lipthay Béla (főispán)
Báró kisfaludi és lubellei Lipthay Béla (Pest-Belváros, 1827. január 27. – Budapest, 1899. május 11.) 1848/49-es honvédszázados, Baranya és Pest megyék főispánja, országgyűlési képviselő, főrendiházi tag.

## Életútja

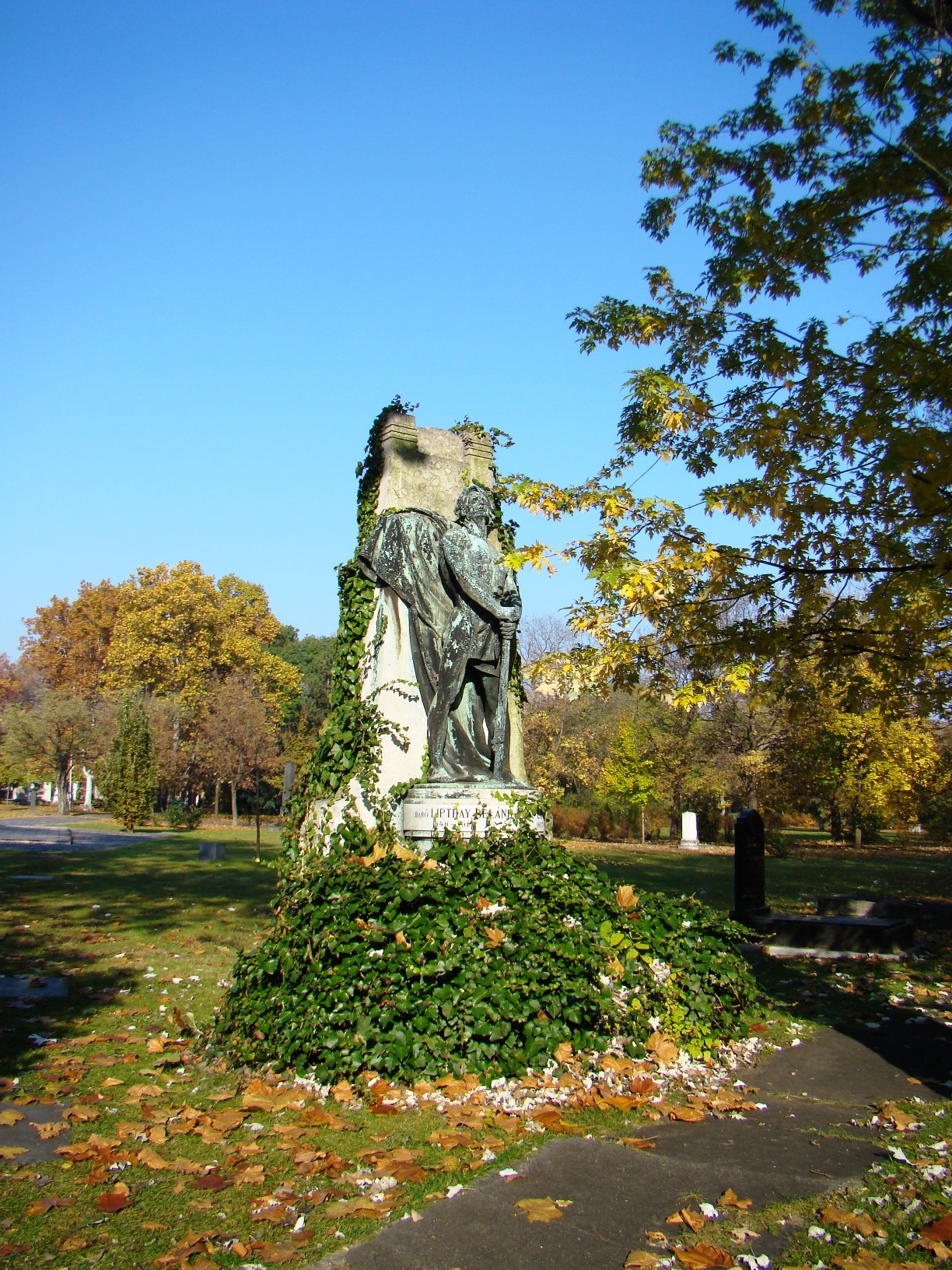
Sírja a Fiumei úti sírkertben (28-díszsor-46). Donáth Gyula műve, 1903

Lipthay Frigyes Torontál megyei nagybirtokos, 1830-tól báró, császári és királyi százados és Csekonics Karolina fiaként született, római katolikus vallású kat. Pesten hallgatta a jogot. 1858-ban feleségül vette Mack Amáliát, aki meghalt Budapesten, 1915-ben.
1848 tavaszán mint gyakornok kezdte pályafutását a magyar kereskedelemügyi minisztériumnál. Szeptember 21-én alhadnagyi kinevezést kapott a magyar hadügyminisztériumtól a 34. Vilmos gyalogezred 2. zászlóaljához. Alakulatával részt vett a Jellačić elleni ütközetekben. Október 19-étől hadnagy volt zászlóaljánál a fel-dunai seregben. December 28-án került fogságba a bábolnai utóvéd ütközet során, később azonban szabadon engedték. 1849 májusától Nagysándor József ezredes, későbbi tábornok oldalán volt parancsőrtiszt, majd ugyanezen minőségében június 22-től századosként szolgált. A fegyvert Világosnál tette le.
1850. január 31-én a 9. huszárezredhez sorozták, s július 9-én bocsátották el mint rokkantat. Ezután birtokán élt. 1867-tól 1869-ig Baranya és Pest megye főispánja volt, majd hosszabb ideig országgyűlési képviselő, 1896-től pedig a főrendiház tagja. A Pest városi Honvédegyletnek is tagja volt.

## Forrás
- Bona Gábor: Az 1848/49-es szabadságharc tisztikara / Századosok az 1848/49. évi szabadságharcban

| Elődje: Csernyus Andor | Baranya vármegye főispánja 1867. április 24. – 1867. november | Utódja: Perczel Miklós |

1. 1 2  https://macse.hu/gudenus/mfat/fam.aspx?id=2508
2. ↑  https://library.hungaricana.hu/hu/view/BFLV_bn_25_07_1999_3_2/?pg=150&layout=s